# Chiesa di San Carlo al Lazzaretto
La chiesa di San Carlo al Lazzaretto sorge a Milano nel quartiere di Porta Venezia in largo Bellintani Fra Paolo, 1, compreso tra via Lazzaro Palazzi e viale Tunisia. Di impianto seicentesco, sorgeva al centro del quattrocentesco Lazzaretto di Milano a uso dei malati ivi ricoverati. Dopo secoli di degrado, fu recuperata alla fine dell'Ottocento in seguito alla demolizione del Lazzaretto stesso ed è chiesa sussidiaria della parrocchia di Santa Francesca Romana dell'arcidiocesi di Milano.

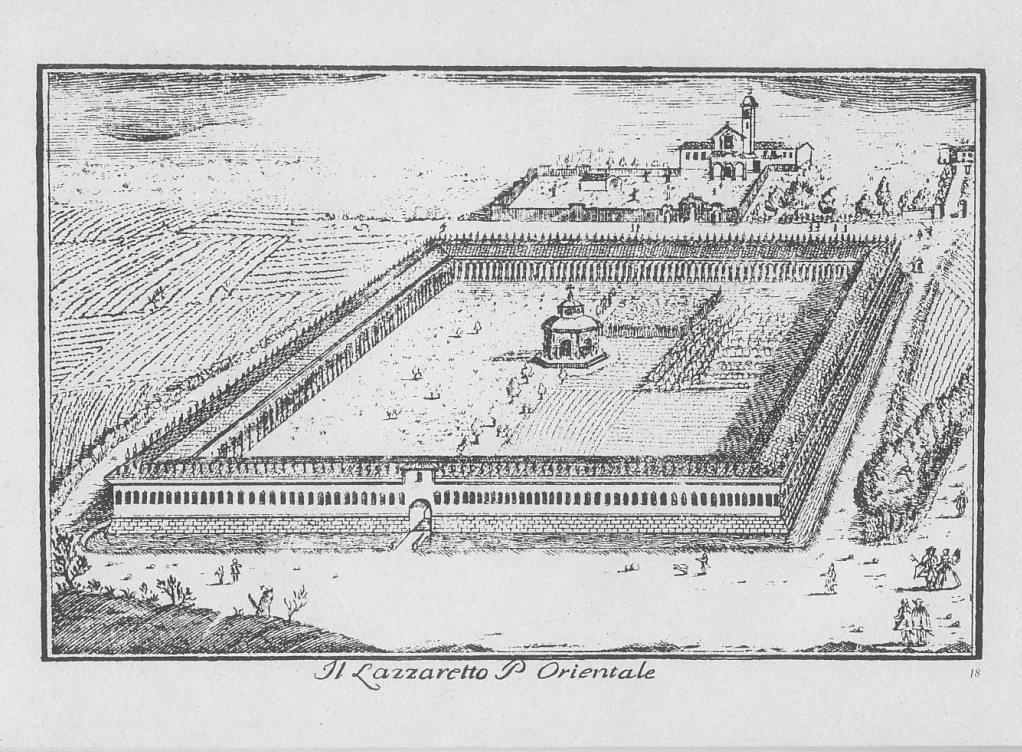
Il Lazzaretto nella veduta settecentesca di Marc'Antonio Dal Re: al centro sorge la chiesa

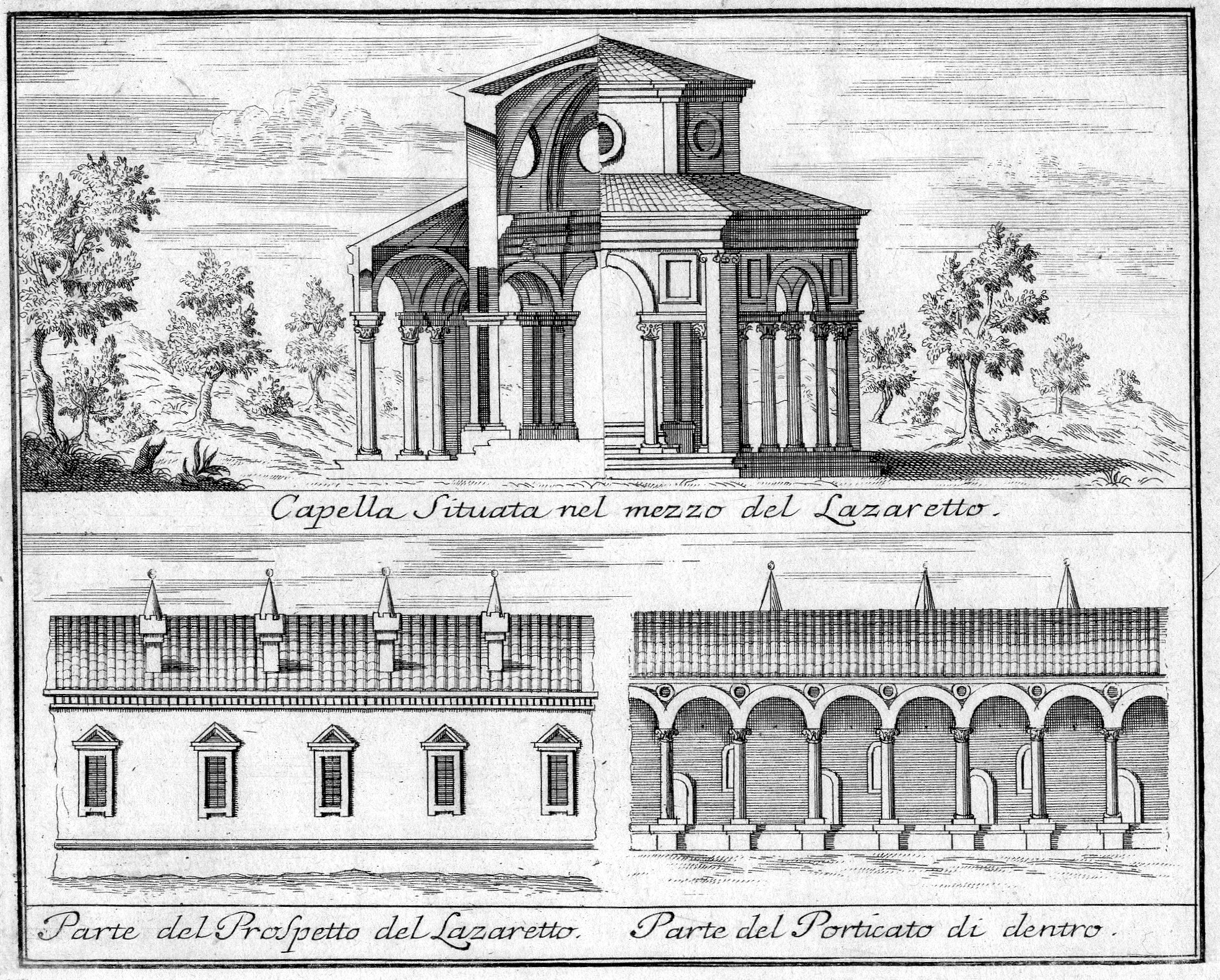
La Cappella e il Lazzaretto nel 1737 in un'acquaforte di Girolamo Ferroni

## Storia
All'epoca della costruzione del Lazzaretto di Milano, edificato da Lazzaro Palazzi alla fine del XV secolo, fu costruito un altare di modeste dimensioni al centro del recinto stesso in modo tale che le funzioni officiate potessero essere agevolmente viste e sentite dai malati presenti in qualsiasi punto del lazzaretto.
A seguito della grande epidemia di peste del 1576, l'arcivescovo Carlo Borromeo diede incarico al proprio architetto di fiducia, Pellegrino Tibaldi, di costruire un nuovo edificio di culto sul luogo del precedente. Venne costruito così il presente edificio, un'edicola a pianta centrale, di forma ottagonale, aperta su tutti i lati.
L'edificio continuò a svolgere la sua funzione per tutto il XVII secolo, finché, nel 1797, a seguito della conquista francese del ducato di Milano, il lazzaretto fu destinato a scopi militari. All'epoca in cui Milano era capitale della Repubblica Cisalpina, venne dato incarico all'architetto Giuseppe Piermarini di trasformare la chiesa in Tempio della Patria. Piermarini demolì la cupola originaria dell'edificio, mentre le pareti esterne risultavano già murate.
A partire dal 1582 per volere di san Carlo Borromeo la chiesa del Lazzaretto era stata meta di una solenne processione cittadina di suffragio per le vittime della peste che partiva dal Duomo con la partecipazione del clero della cattedrale e del popolo.  La solenne processione fu celebrata ogni anno nel lunedì di Pentecoste e cessò con l’occupazione francese.
Durante il XIX secolo il recinto del Lazzaretto venne destinato ad usi agricoli e di abitazioni private di contadini, fino all'acquisto da parte della Banca di Credito Italiano che ne decise la demolizione e la lottizzazione dell'area. Il tempio fu risparmiato dalla demolizione, e a seguito del restauro in occasione del quale fu ricostruita la cupola, venne riaperto al culto nel 1884 con la dedica attuale al Santo che ne volle la costruzione.
A causa delle vibrazioni prodotte dal passante ferroviario sotto viale Tunisia che hanno provocato danni alla cupola la chiesa è stata oggetto di studi ingegneristici per rinforzarne la struttura. Dopo un fallito tentativo di raccogliere fondi per il restauro tra il pubblico la chiesa è stata oggetto di un restauro completo finanziato dalla Fondazione Rocca in ricordo di Roberto Rocca. L'obbiettivo era di utilizzare la chiesa sia come luogo di culto che come sala di concerti. A tal fine i locali aggiunti alla fine del 1800 per ospitare la sacrestia e l'alloggio del parroco sul lato nord sono stati trasformati in spogliatoi, bagni, sala prova e alloggi per i concertisti.
Gli altari laterali sono stati eliminati e l'altare centrale è stato spostato verso la parete per avere maggiore spazio per i concerti.
I lavori iniziati nell'interno nel settembre 2015 sono stati completati nel giugno 2017. Il progetto architettonico è stato redatto dallo Studio 02 Arch, il consolidamento statico è stato seguito dallo Studio Associato Brambilla Ferrari, il restauro è stato effettuato da Naos Restauri.  È stato installato un nuovo organo con 1800 canne, progettato da Martino Lurani Cernuschi con impostazione romantico-sinfonica. La chiesa è stata inaugurata dall'arcivescovo di Milano Mario Delpini il 3 novembre 2017 alle 20.30 con una messa.
La chiesa è aperta tutti i giorni dalle 9 alle 12, si tengono due messe il mercoledì e il venerdì alle 10.
Il Comune ha completato nel 2016 il progetto di pedonalizzazione di Largo Bellintani intorno alla chiesa, che elimina il passaggio delle auto da via Lecco a viale Tunisia, lasciandolo invece lungo via Palazzi. Il progetto è dell'arch. Loredana Brambilla del Comune di Milano.

## Descrizione
L'edificio si sviluppa attorno a una pianta centrale di forma ottagonale. Ogni lato è costituito da una serliana, oggi murata, sorretta da colonne in pietra di ordine ionico. All'interno è presente un ulteriore più piccolo giro di colonne e pilastri che sorreggono la cupola e la lanterna, che ripetono nella forma la struttura esterna. Su ogni lato della cupola e della lanterna si apre un oculo di forma rotonda.

## Galleria d'immagini

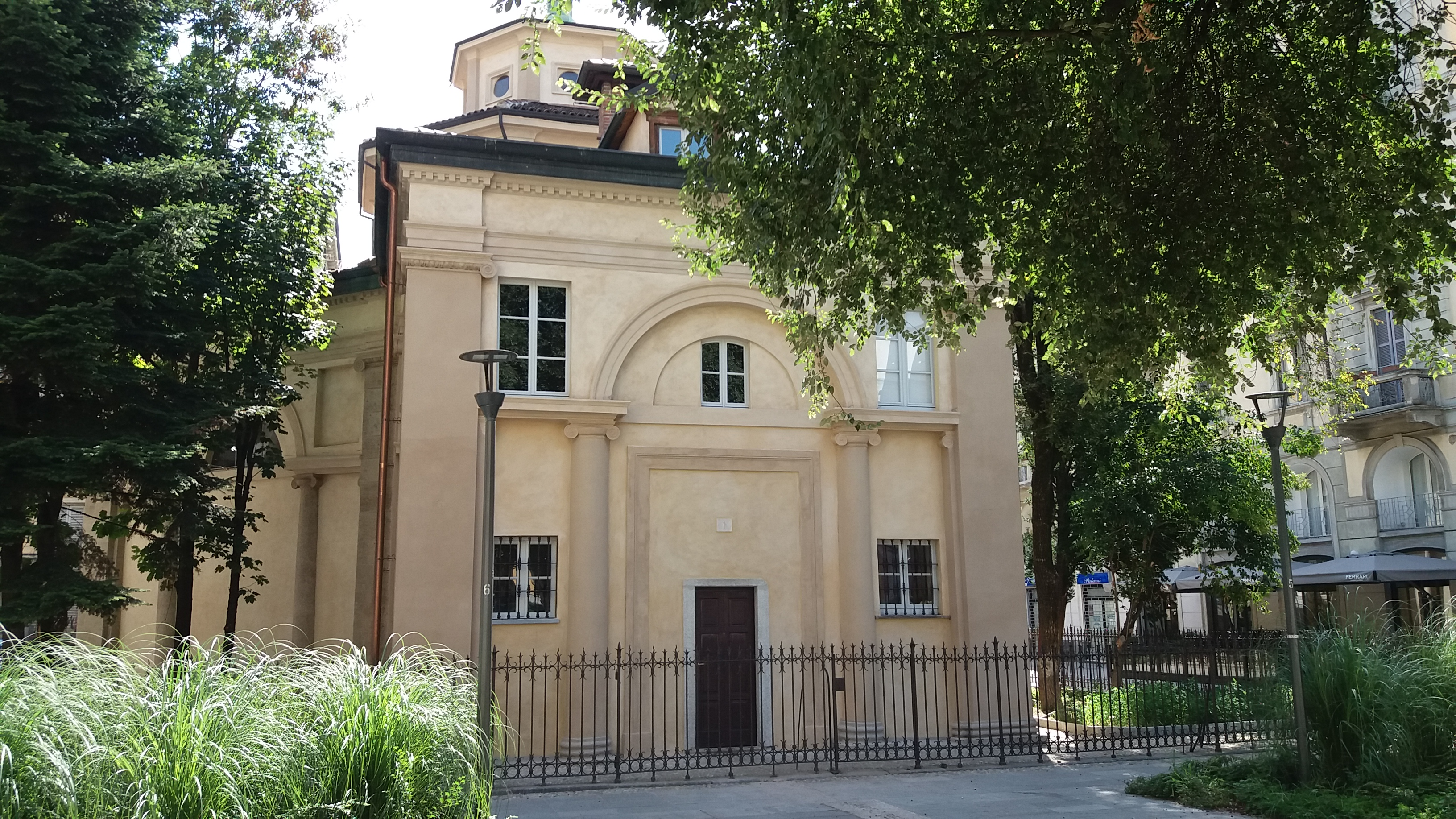
Facciata verso largo Bellintani
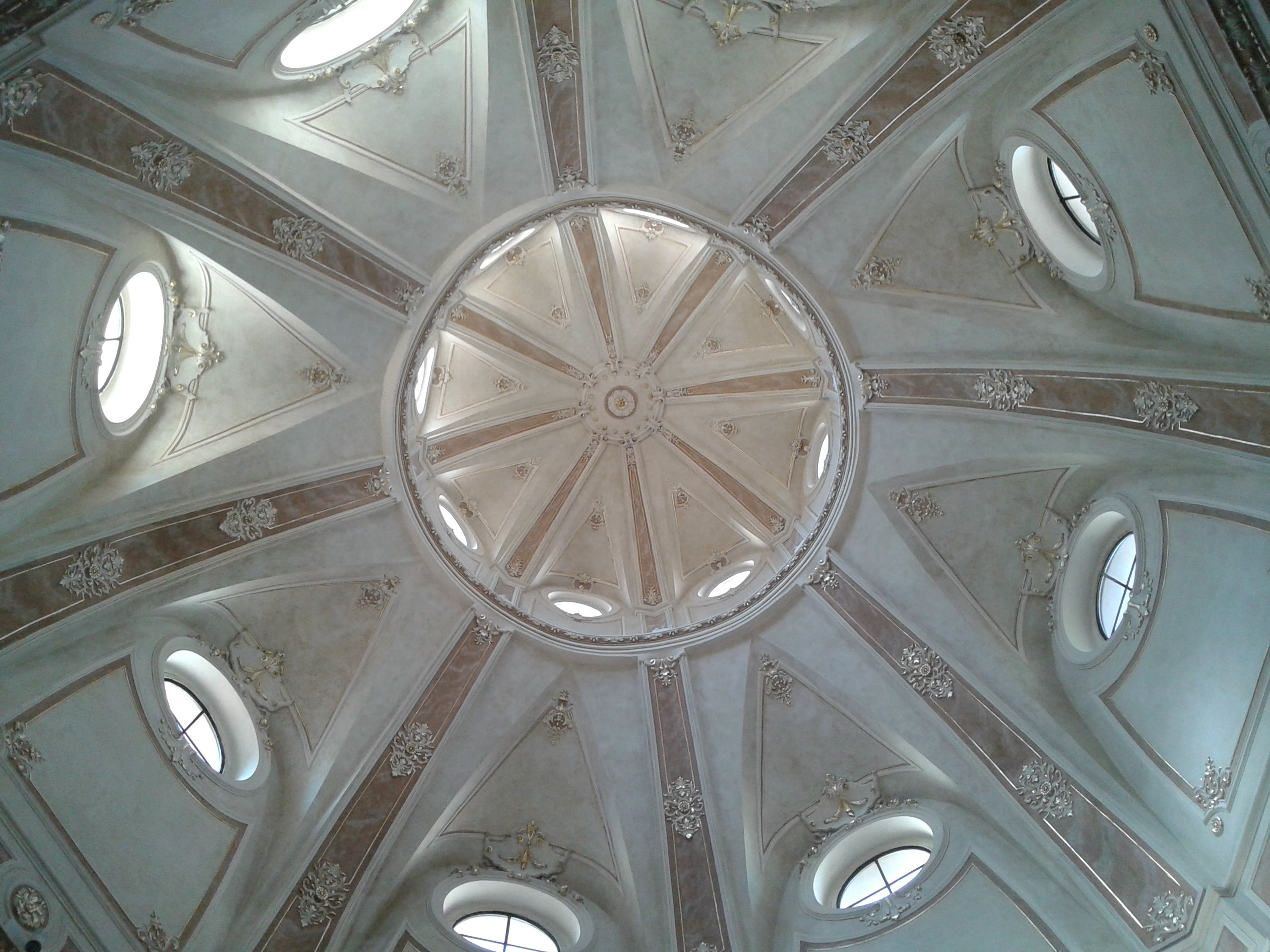
Cupola
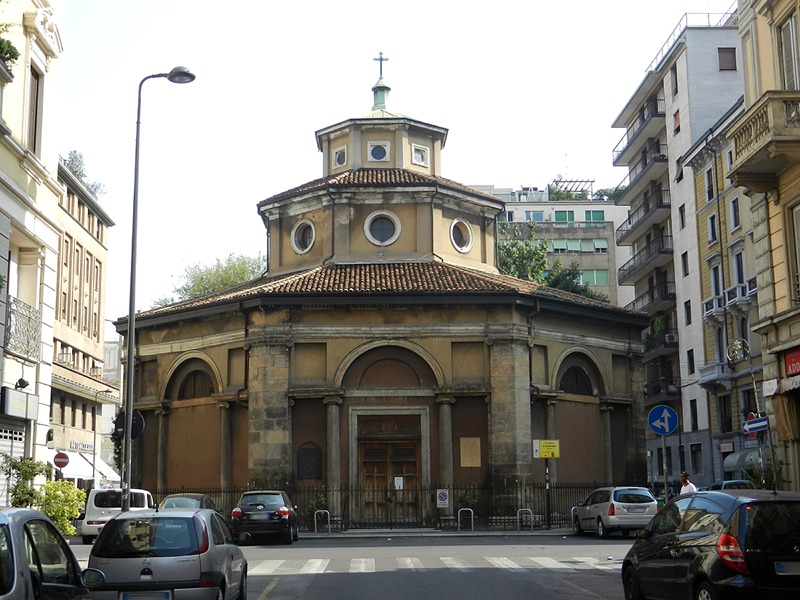
la chiesa prima del restauro